# Dharapatra
Dharapatra – w świątyniach śiwaickich naczynie z wodą posiadające otwór w dnie, zawieszone na lingamem. Woda, kapiąc nieustannie, symbolicznie „chłodzi” lingam, będący znakiem twórczej mocy Śiwy.
W ajurwedzie dharapatra oznacza podobne naczynie, z którego olej kapie na czoło pacjenta.